# Винченцо Нибали
Винченцо Нибали (на италиански: Vincenzo Nibali) е италиански колоездач.

## Биография
Роден е на 14 ноември 1984 година в град Месина, Италия. От 2005 година е професионален състезател по колоездене. Известен е с прякора „Акулата“. Винченцо Нибали е един от шестте колоездачи спчелили и трите големи колоездачни обиколки - Джиро д'Италия (2013, 2016), Тур дьо Франс (2014), Вуелта а Еспаня (2010). През 2002 година спечелва колоездачното състезание на шосе за юноши „Обиколка на Луниджана“ и става републикански шампион на шосе за юноши в дисциплината „общ старт“. Същата година спечелва бронзов медал от световното първенство за юноши в дисциплината „индивидуално бягане по часовник“. През 2004 година става бронзов медалист от световното първенство за млади състезатели до 23 години в дисциплината „индивидуално бягане по часовник“. През 2007 година завършва на първо място в Обиколката на Тоскана и на второ място в Обиколката на Словения. През 2010 година спечелва обиколките на Сан Луис, Словения, Испания и завършва трети в Обиколката на Италия. През 2011 година повтаря успеха си в Обиколката на Италия, където отново заема третото място в крайното класиране. По време на кариерата си, Нибали се състезава за италианските отбори „Фаса Бортоло“, „Ликуигас“ (по-известен като „Ликуигас-Канондейл“ през 2011 и 2012 година), Астана, Бахрейн-Мерида и Трек-Сегафредо.